# Sex Up – Jungs haben’s auch nicht leicht
Sex Up – Jungs haben’s auch nicht leicht ist eine deutsche Filmkomödie des Regisseurs Florian Gärtner aus dem Jahr 2003. Der Film ist eine Co-Produktion von ProSieben Entertainment und Janus Film im Verleih der ProSieben Media AG für das deutsche Fernsehen. Die Erstausstrahlung fand am 12. November 2003 bei ProSieben Television statt. Außerhalb des deutschsprachigen Raums wurde der Film nur in Ungarn am 29. November 2004 veröffentlicht.
2005 wurde die Fortsetzung Sex Up – Ich könnt’ schon wieder veröffentlicht.

## Handlung
Anton Ziegler (Ziege), Adam Hoppeszcynski (Häschen) und Sven Gutmann sind seit Kindertagen unzertrennliche Freunde. Nun sind sie 17 und haben ein gemeinsames Problem. Sie haben alle drei noch nie mit einem Mädchen geschlafen. Nur Sven hat eine Freundin, aber außer Händchenhalten und Kuscheln ist nichts weiter passiert. Eines Abends gehen sie in die Diskothek „Planet“. Dies allerdings durch ein offenstehendes Toilettenfenster, weil Walter, Aushilfstürsteher im Planet, selbsternannter coolster Typ der Stadt und Mitschüler der drei, sie nicht hinein lassen will. Sven und seine Freundin ziehen sich zurück, um es endlich zu tun, während Ziege und Häschen über die Toilette ins Planet einsteigen.
Hier versuchen sie krampfhaft mit Mädchen in Kontakt zu kommen. Allerdings ist Häschen so schüchtern, dass er jedes Mal Blähungen bekommt, wenn er mit einem Mädchen redet. Auch diesmal stellt er sich sehr ungeschickt gegenüber zwei Mädchen an.
Derweil will Sven sein erstes Mal mit seiner Freundin erleben, doch ist er so aufgeregt, dass es nicht klappt. So geht er frustriert zurück ins Planet, wo währenddessen Häschen dank zu viel alkoholhaltigem Cocktail alle Hemmungen fallen gelassen hat und auf der Bühne tanzt. Doch wird ihm sehr bald übel und er entleert seinen Magen inmitten der Massen auf der Tanzfläche.
Nach dieser Blamage gehen die drei Freunde nun nach Haus zu Anton, dessen Eltern gerade aus dem Urlaub in Papua-Neuguinea zurückgekommen sind. Von dort haben sie unwissentlich die Samen einer geheimnisvollen Pflanze mitgebracht. Die drei frustrierten Jugendlichen gehen in Antons Zimmer.
Häschen schläft sofort ein, während Anton und Sven sich noch durch die Fernsehprogramme zappen bis auch sie einschlafen. In der Nacht erwächst plötzlich aus einem Karton mit angegessener Pizza eine Pflanze, groß und grün mit phallusartiger Ausbuchtung in der Mitte.
Aus dieser Ausbuchtung spritzt nun ein roter Pflanzensaft, wenn man daran reibt – und dieser Saft hat es in sich. Jeder, der von diesem Saft trinkt, wird nach 53 Minuten heiß auf jemanden, egal wen er gerade ansieht.
Die Drei haben nun eine Idee. Wenn man dieses Aphrodisiakum in Kapseln füllt, dann könnte man es Mädchen heimlich in Getränken verabreichen. Gesagt getan. Auch ihrer attraktiven Mathelehrerin verabreicht Anton die Kapseln. Er meldet sich vom Mathetest ab, um die Arbeit nachmittags nachschreiben zu können, damit er dann mit der Lehrerin allein in der Klasse sein kann. Doch es geht etwas schief, denn die Lehrerin hat noch einen Termin mit ihrer Jazz-Dance-Gruppe und bleibt während der Arbeit nicht in der Klasse, sondern lässt sich von einer älteren Kollegin vertreten. Panisch flüchtet Anton aus der Klasse. Nun will er sie wenigstens unter der Dusche beobachten. Auch Sven schaut gebannt in das Fenster des Umkleideraums. Also sitzen Anton und Sven nun gemeinsam vor dem Fenster. In einem kurzen Moment schauen die Zwei sich in die Augen und schon passiert es, denn sie hatten beide ebenfalls diese „Sex up“-Pillen genommen: Plötzlich fallen sie übereinander her, ohne etwas dagegen machen zu können. Walter und seine Freunde fotografieren sie auch noch dabei und hängen die Fotos am schwarzen Brett in der Schule aus. Svens Freundin ist natürlich stinksauer und macht Schluss mit ihm. Nach dieser Demütigung ist der Ruf der Drei in der Schule endgültig ruiniert. Um diese Schmach zu tilgen, wollen sie am „Coolste Typen der Stadt“-Wettbewerb im Planet teilnehmen.
Sie studieren extra hierfür mit ihrem Mitschüler Horst, der schwul ist, eine Tanznummer ein. Horst scheint dabei sehr viel Interesse an Sven zu haben. Doch bald bekommen sie ein wenig Angst vor dem Wettbewerb. Zudem bekommt Ines Wind von der Pflanze und sucht Ziege bei sich zu Hause auf. Das Streitgespräch endet in Sex. Während Ziege noch schlief, hatte Ines den Saft der Pflanze in eine Flasche abgefüllt. Am Morgen trank Ziege daraus, was zur Folge hatte, dass er eine Dauererektion erhielt. Frustriert sitzen die drei auf ihrem Lieblingsplatz und versinken in Selbstmitleid. Da fängt Sven plötzlich an zu weinen. Ziege und Häschen wollen ihn trösten und dabei outet sich Sven als homosexuell. Ziege und Häschen versichern ihm ihre Solidarität und sie schwören noch einmal auf ihre Freundschaft.
Nach langen Diskussionen gehen sie dann doch zum Wettbewerb. Walter und seine Freunde versuchen ihren Auftritt zwar zu sabotieren, doch Valerie, die sich in Häschen verliebt hat, schlägt Walter plötzlich k.o. und der Auftritt der drei Freunde wird trotz allem noch ein voller Erfolg. Sie gewinnen den Wettbewerb.
Nach diesem Auftritt haben nun endlich alle drei eine feste Beziehung. Anton ist mit Svens Ex-Freundin Ines liiert, Häschen mit Valerie und Sven mit Horst, und alle sind glücklich und zufrieden.

## Hintergründe
- Die Dreharbeiten mit einem Budget von ca. 1 Million Euro begannen im Juli 2003 in Berlin und wurden im August 2003 beendet.
- Die Spezialeffekte und die Visuellen Effekte wurden von Chris Creatures umgesetzt.

## Kritiken
Die Zeitschrift TV Spielfilm nannte den Plot „dumm und dümmer“, fand das Werk aber „trotz aller Klischees ganz putzig“.